# Агрономическая улица (Екатеринбург)
Агрономи́ческая у́лица — магистральная улица в жилом районе «Вторчермет» Чкаловского административного района Екатеринбурга.

## Расположение и благоустройство
Улица проходит с севера на юг между улицами Титова и Патриса Лумумбы. Начинается от стадиона «Южный» и заканчивается у улицы Селькоровской. Пересекается с Рижским переулком, улицами Военной, Братской, Ферганской и Санаторной. Пересечений с другими улицами нет. По нечётной стороне к улице примыкают Сухоложская улица, переулки Сызранский и Ремесленный, по чётной стороне — Сухумский и Коллективный переулки.
Протяжённость улицы составляет около 2,6 км. На две отдельные части улицу разделяет парк Камвольного комбината, пересекающий створ улицы в районе перекрёстка с улицей Ферганской. Ширина проезжей части между улицами Военной и Ферганской — около 8 м (по одной полосе в каждую сторону движения), на остальных участках ширина улицы сужается до 6 м.
На протяжении улицы имеется несколько светофоров и нерегулируемых пешеходных переходов . С обеих сторон улица оборудована тротуарами и уличным освещением (не на всём протяжении). Нумерация домов начинается от Рижского переулка.

## Примечательные здания и сооружения
Застройка улицы представлена в основном многоэтажными жилыми домами типовых серий до 12 этажей, с преобладанием 5-этажной застройки.
- № 12а — областная детская клиническая больница № 1.
- № 23а — детский сад № 188.

## Транспорт
Автомобильное движение на всей протяжённости улицы двустороннее.

### Наземный общественный транспорт
Улица является внутрирайонной транспортной магистралью. Ближайшие к началу улицы остановки общественного транспорта — «Рижский переулок» (ул. Титова) и «Титова» (Военная ул.), к середине улицы — «Братская» (ул. Титова), «Сухоложская» и «Ферганская» (ул. Титова), к концу улицы — остановка «Вторчермет».

### Ближайшие станции метро
Действующих станций Екатеринбургского метрополитена поблизости нет. Проведение линий метро в район улицы не запланировано. От начала улицы до ближайшей станции метрополитена — « Ботанической», расположенной в 2,3 км по прямой от перекрёстка улицы с Рижским переулком, можно добраться на трамвайном маршруте № 9 (остановка «Рижский переулок» (ул. Титова)).